# Liste von Orgeln in Südtirol
In der Liste von Orgeln in Südtirol werden sukzessive alle Orgeln in Südtirol erfasst. Für die Liste von Orgeln in Nord- und Osttirol wurde eine eigene Seite angelegt.

## Liste der Orgeln in Südtirol
| Bezirksgemeinschaft | Gemeinde             | Ort/Katastral- gemeinde | Kirche/ Gebäude                     | Bild | Orgelbauer                        | Jahr      | Manuale | Register | Bemerkungen                                                          |
| ------------------- | -------------------- | ----------------------- | ----------------------------------- | ---- | --------------------------------- | --------- | ------- | -------- | -------------------------------------------------------------------- |
| Stadt Bozen         | Bozen                |                         | Dom Mariä Himmelfahrt (Hauptorgel)  |      | Orgelbau Metzler                  | 1964/2019 | IV/P    | 59       | Ursprünglich mit 41 Registern errichtet; 2019 erweitert. Disposition |
| Stadt Bozen         | Bozen                |                         | Dom Mariä Himmelfahrt (Chororgel)   |      | Orgelbau Metzler                  | 1997      | II/P    | 17       | Disposition                                                          |
| Stadt Bozen         | Bozen                |                         | Franziskanerkloster                 |      | Orgelbau Pirchner                 | 1995      | III/P   | 44       | [ 2 ]                                                                |
| Stadt Bozen         | Bozen                | Don Bosco               | Pfarrkirche Maria in der Au         |      | Münchner Orgelbau Johannes Führer | 2001      | II/P    | 27       | [ 3 ]                                                                |
| Stadt Bozen         | Bozen                | Gries-Quirein           | Abteikirche Muri-Gries (Hauptorgel) |      | Orgelbau Mathis                   | 1971      | II/P    | 29       | → Orgel                                                              |
| Stadt Bozen         | Bozen                | Gries-Quirein           | Abteikirche Muri-Gries (Chororgel)  |      | Orgelbau Mathis                   | 1971      | II/P    | 10       |                                                                      |
| Burggrafenamt       | Völlan               |                         | St. Severin (Völlan)                |      | Joseph Aigner                     | 1872      | I/p     | 12       | →                                                                    |
| Burggrafenamt       | Lana                 |                         | Pfarrkirche Hl. Kreuz               |      | Verschueren                       | 2004      | III/P   | 42       | [ 4 ]                                                                |
| Burggrafenamt       | Meran                |                         | Kapuzinerkirche zum Hl. Maximilian  |      | Paolo Ciresa                      | 1983      | II/P    | 15       | → Orgel                                                              |
| Burggrafenamt       | Meran                |                         | Spitalkirche zum Heiligen Geist     |      | Fratelli Ruffatti                 | 1974      | II/P    | 19       | →                                                                    |
| Burggrafenamt       | Meran                |                         | Stadtpfarrkirche                    |      | Gregor Hradetzky                  | 1973      | III/P   | 40       | Disposition                                                          |
| Burggrafenamt       | Meran                |                         | Pfarrkirche Mariä Himmelfahrt       |      | Barthelemy Formentelly            | 1969      | III/P   | 45       | überholt 2008 → Orgel                                                |
| Burggrafenamt       | Meran                | Obermais                | St. Georg (Meran)                   |      | Johann Pirchner                   | 1995      | II/P    | 16       | →                                                                    |
| Burggrafenamt       | Meran                | Untermais               | Pfarrkirche St. Vigilius            |      | Pflüger Orgelbau                  | 1999      | III/P   | 41       | [ 6 ]                                                                |
| Burggrafenamt       | Schenna              |                         | Maria Himmelfahrt (Schenna)         |      | Anton Behmann                     | 1892      | I/P     | 6        | →                                                                    |
| Burggrafenamt       | Schenna              |                         | Maria Himmelfahrt (Schenna)         |      | Franz Zanin                       | 1993      | III/P   | 39       | →                                                                    |
| Burggrafenamt       | Tirol                |                         | Pfarrkirche St. Johannes der Täufer |      | Josef Sies (Bozen)                | 1859      | II/P    | 19       | →                                                                    |
| Burggrafenamt       | Verdins              |                         | Heiligkreuz                         |      | Organi Cremona                    | 2000      | I/P     | 5        | →                                                                    |
| Eisacktal           | Brixen               |                         | Dom St. Kassian (Hauptorgel)        |      | Orgelbau Pirchner                 | 1980      | III/P   | 47       | Neubau im Gehäuse von 1758. Disposition                              |
| Eisacktal           | Brixen               |                         | Dom St. Kassian (Chororgel)         |      | Orgelbau Pirchner                 | 1997      | II/P    | 20       | Disposition                                                          |
| Eisacktal           | Vahrn                | Neustift bei Brixen     | Stiftskirche                        |      | Orgelbau Metzler                  | 2014      | III/P   | 45       | Disposition                                                          |
| Pustertal           | Abtei                |                         | Pfarrkirche                         |      | Hendrik Ahrend                    | 2013      | III/P   | 35       | [ 7 ]                                                                |
| Pustertal           | Bruneck              |                         | Stadtpfarrkirche                    |      | Orgelbau Mathis                   | 1983      | III/P   | 38       |                                                                      |
| Pustertal           | Enneberg             | Pfarre                  | Pfarrkirche                         |      | Joseph Aigner/Franz Reinisch II.  | 1855/1886 | II/P    | 23       | 2020 Restauriert durch Orgelbau Kaufmann (Deutschnofen)              |
| Pustertal           | Innichen             |                         | Stiftskirche                        |      | Orgelbau Pirchner                 | 2002      | II/P    | 23       | [ 9 ]                                                                |
| Pustertal           | Sand in Taufers      |                         | Pfarrkirche                         |      | Orgelbau Metzler                  | 2000      | III/P   | 40       | [ 10 ]                                                               |
| Salten-Schlern      | St. Ulrich in Gröden |                         | Pfarrkirche                         |      | Orgelbau Pirchner                 | 2010      | II/P    | 31       |                                                                      |
| Überetsch-Unterland | Eppan                | St. Pauls               | Pfarrkirche (Emporenorgel)          |      | Franz Reinisch II.                | 1895      | II/P    | 25       | Disposition                                                          |
| Überetsch-Unterland | Eppan                | St. Pauls               | Pfarrkirche (Schwalbennestorgel)    |      | Verschueren                       | 2002      | II/P    | 21       | Disposition                                                          |
| Überetsch-Unterland | Kaltern              |                         | Pfarrkirche                         |      | Orgelbau Pirchner                 | 1978      | III/P   | 31       | Disposition                                                          |
| Überetsch-Unterland | Salurn               |                         | Pfarrkirche                         |      | Orgelbau Pirchner                 | 2001      | II/P    | 19       |                                                                      |
| Überetsch-Unterland | Tramin               |                         | Pfarrkirche                         |      | Karl Reinisch I.                  | 1911      | II/P    | 23       | [ 11 ]                                                               |
| Vinschgau           | Graun im Vinschgau   | Reschen am See          | St. Sebastian (Reschen)             |      | Orgelbau Felsberg AG (Felsberg)   | 1994      | II/P    | 20       | →                                                                    |
| Vinschgau           | Schlanders           |                         | Pfarrkirche                         |      | Paolo Ciresa                      | 1986      | II/P    | 25       | [ 12 ]                                                               |
| Vinschgau           | Schluderns           |                         | Pfarrkirche                         |      | Yves Koenig                       | 2019      | II/P    | 20       | Disposition                                                          |
| Vinschgau           | Schluderns           |                         | Churburg                            |      | Michael Strobl                    | 1559      | I       | 9        |                                                                      |
| Wipptal             | Sterzing             |                         | Stadtpfarrkirche                    |      | Gebrüder Mayer                    | 1910      | II/P    | 35       |                                                                      |